# Lothar Hensel (Fußballspieler)
Lothar Hensel (* 12. September 1942; † 24. Januar 2013 in Herne) war ein deutscher Fußballspieler.

## Karriere

### Vereine
Aus der Jugendmannschaft des SV Sodingen hervorgegangen, rückte Hensel zur Saison 1961/62 in die Erste Mannschaft auf. Im Alter von 19 Jahren kam er in seiner Premierensaison im Seniorenbereich in 19 Punktspielen der Oberliga West, der seinerzeit höchsten Spielklasse im westdeutschen Fußball, als Abwehrspieler zum Einsatz. Sein Debüt gab er am 13. August 1961 (2. Spieltag) bei der 2:3-Niederlage im Heimspiel gegen den TSV Marl-Hüls. Am Saisonende reichte Platz 15 in einem Teilnehmerfeld von 16 Mannschaften nicht zum Klassenverbleib. Hensel war anschließend in der Saison 1962/63 in der 2. Oberliga West aktiv, und – mit Saisonstart der Bundesliga 1963/64 – in der Gruppe 2 der seinerzeit drittklassigen Verbandsliga Westfalen, da Platz 9 nicht zur Qualifikation für die neue zweitklassige Regionalliga West reichte. Danach spielte er ab 1964 für die Polizei-Sportvereinigung Bochum.

### Nationalmannschaft
Hensel bestritt für die seinerzeitige DFB-Jugendauswahl „A“ drei Länderspiele. Sein Debüt als Nationalspieler gab er am 12. März 1961 in Flensburg beim 2:0-Sieg im Freundschaftsspiel gegen die Auswahlmannschaft Englands. Im UEFA-Juniorenturnier kam er einzig am 8. April 1961 in Lissabon, beim 2:1-Sieg über die Auswahlmannschaft Spaniens im Spiel um Platz 3 zum Einsatz. Seinen letzten Einsatz hatte er am 17. Juni 1961 in Schaffhausen beim 4:1-Sieg im Freundschaftsspiel gegen die Schweizer Auswahlmannschaft.

## Erfolge
- Dritter UEFA-Juniorenturnier 1961

## Sonstiges
Lothar ist der Zwillingsbruder von Gerd Hensel; die Vereinslaufbahn der beiden, selbst die Anzahl der Oberligaspiele, war identisch. Jedoch hat nur Lothar in der DFB-Auswahl gespielt.